# Usabal
Usabal es una entidad de población española del municipio de Tolosa, perteneciente a la provincia de Guipúzcoa, en la comunidad autónoma del País Vasco. En 2023, la entidad singular de población tenía empadronados noventa habitantes.